# Campionati europei di nuoto 2012 - 800 metri stile libero maschili
La gara degli 800 metri stile libero maschili degli Europei 2012 si è svolta il 24 e 25 maggio 2012 e vi hanno partecipato 20 atleti. Le batterie si sono svolte al mattino del 24 e la finale nel pomeriggio del giorno successivo.

## Podio
| Pos.    | Atleta               | Nazione  |
| ------- | -------------------- | -------- |
| Oro     | Gergő Kis            | Ungheria |
| Argento | Gregorio Paltrinieri | Italia   |
| Bronzo  | Serhij Frolov        | Ucraina  |

## Record
Prima della manifestazione il record del mondo (RM), il record europeo (EU) e il record dei campionati (RC) erano i seguenti.
| Record mondiale       | 7'32"12 | Zhang Lin            | 29 luglio 2009 Roma     |
| Record europeo        | 7'43"84 | Federico Colbertaldo | 29 luglio 2009 Roma     |
| Record dei campionati | 7'48"28 | Sébastien Rouault    | 13 agosto 2010 Budapest |

## Risultati

### Batterie
| Pos. | Atleta               | Nazionalità | Tempo   | Batteria | Corsia | Note |
| ---- | -------------------- | ----------- | ------- | -------- | ------ | ---- |
| 1    | Serhij Frolov        | Ucraina     | 7'57"54 | 2        | 2      | Q    |
| 2    | Gabriele Detti       | Italia      | 7'57"61 | 3        | 6      | Q    |
| 3    | Gregorio Paltrinieri | Italia      | 7'57"92 | 1        | 4      | Q    |
| 4    | Sébastien Rouault    | Francia     | 7'57"94 | 2        | 4      | Q    |
| 5    | Gergő Kis            | Ungheria    | 7'58"09 | 3        | 4      | Q    |
| 6    | Evgenij Kulikov      | Russia      | 8'00"86 | 2        | 3      | Q    |
| 7    | Maksim Šemberev      | Ucraina     | 8'02"41 | 1        | 1      | Q    |
| 8    | David Brandl         | Austria     | 8'03"73 | 3        | 2      | Q    |
| 9    | Sören Meissner       | Germania    | 8'03"82 | 3        | 1      |      |
| 10   | Anthony Pannier      | Francia     | 8'04"00 | 2        | 5      |      |
| 11   | Gergely Gyurta       | Ungheria    | 8'04"03 | 3        | 3      |      |
| 12   | Anton Hončarov       | Ucraina     | 8'06"81 | 1        | 6      |      |
| 13   | Federico Colbertaldo | Italia      | 8'08"04 | 1        | 5      |      |
| 14   | Anton Sveinn McKee   | Islanda     | 8'08"58 | 1        | 7      |      |
| 15   | Rocco Potenza        | Italia      | 8'08"60 | 3        | 5      |      |
| 16   | Jan Wolfgarten       | Germania    | 8'12"79 | 1        | 3      |      |
| 17   | Uladzimir Žyharaŭ    | Bielorussia | 8'15"48 | 1        | 2      |      |
| 18   | Vencislav Ajdarski   | Bulgaria    | 8'16"03 | 2        | 1      |      |
| 19   | Jovan Mitrovic       | Svizzera    | 8'16"08 | 3        | 7      |      |
| 20   | Jan Karel Petrić     | Slovenia    | 8'23"42 | 2        | 7      |      |
| -    | Michał Szuba         | Polonia     | -       | 2        | 6      | DNS  |

### Finale
| Pos.    | Atleta               | Nazionalità | Tempo   | Corsia | Note |
| ------- | -------------------- | ----------- | ------- | ------ | ---- |
| Oro     | Gergő Kis            | Ungheria    | 7'49"46 | 2      |      |
| Argento | Gregorio Paltrinieri | Italia      | 7'52"23 | 3      |      |
| Bronzo  | Serhij Frolov        | Ucraina     | 7'52"81 | 4      |      |
| 4       | Sébastien Rouault    | Francia     | 7'53"78 | 6      |      |
| 5       | Gabriele Detti       | Italia      | 7'56"16 | 5      |      |
| 6       | Evgenij Kulikov      | Russia      | 7'59"90 | 7      |      |
| 7       | Maksim Šemberev      | Ucraina     | 8'00"96 | 1      |      |
| 8       | David Brandl         | Austria     | 8'03"28 | 8      |      |